# Malaxis ribana
Malaxis ribana är en orkidéart som beskrevs av Mario Adolfo Espejo Serna och López-ferr. Malaxis ribana ingår i släktet knottblomstersläktet, och familjen orkidéer. Inga underarter finns listade i Catalogue of Life.